# Halo (serie)
 For alternative betydninger, se Halo (flertydig). (Se også artikler, som begynder med Halo)
Halo er en serie af science fiction-videospil, der er udviklet af Bungie Studios og senere 343 Industries, og udgivet af Xbox Game Studios. Spillene er eksklusive til Xbox, Xbox 360, Xbox One og PC. Seriens hovedfokus bygger på Master Chief John-117s oplevelser sammen med den kunstig intelligens Cortana.
Spilseriens popularitet førte til, at det blev udvidet med andre medier, som blandt andet romaner, og har solgt for mindst 5 mia. US dollars.
Senest i hovedserien er Halo Infinite, der blev annonceret ved E3 i 2018, som er sat til at blive udgivet i 2021.

## Spil
Hovedserien
| Titel                            | Udgivelsesdato     | Platforme                                                         |
| -------------------------------- | ------------------ | ----------------------------------------------------------------- |
| Halo: Combat Evolved             | 15. november 2001  | Xbox, Microsoft Windows, Mac OS X                                 |
| Halo 2                           | 9. november 2004   | Xbox, Microsoft Windows, Xbox One (Master Chief Collection)       |
| Halo 3                           | 25. september 2007 | Xbox 360, Xbox One og Microsoft Windows (Master Chief Collection) |
| Halo: Combat Evolved Anniversary | 15. november 2011  | Xbox 360, Xbox One og Microsoft Windows (Master Chief Collection) |
| Halo 4                           | 6. november 2012   | Xbox 360, Xbox One og Microsoft Windows (Master Chief Collection) |
| Halo 5: Guardians                | 27. oktober 2015   | Xbox One                                                          |
| Halo Infinite                    | 8. december 2021   | Xbox One, Xbox Series S, Xbox Series X og Microsoft Windows       |